# Hachee
El hachee és un estofat tradicional holandès fet amb carn, peix o au en daus i verdura. El hachee fet amb vedella, ceba i àcid (normalment vinagre o vi) és un exemple típic de cuina holandesa tradicional, i especialment de la cuina brabançona. S'afegeix clau i fulla de llorer al gravy espès. Sol servir-se amb col llombarda, poma, compota de poma, creïlla, hutspot o arròs.
La paraula hachee té el seu origen hacher, terme francès per a ‘picar’. Els hachees s'han descrit en banquets medievals, si bé la recepta exacta no sol detallar-se. L'estofat té probablement el seu origen en la reutilització de carn cuinada en una olla holandesa al costat de les verdures que hagués disponibles. S'afegien líquids àcids com vi o vinagre per a obtenir una carn més blana.